# 鷲尾三郎
鷲尾三郎（わしお さぶろう、1908年1月25日 - 1989年12月2日）は、日本の推理作家。本名は岡本道夫。
本格ものや幻想もの、ユーモア探偵小説に加え、ハードボイルドふうの作品も書いた。

## 経歴
大阪市生まれ。大阪府立生野中学校（現・大阪府立生野高等学校）卒。同志社大学中退後、永く商業に携わっていた。
1949年、江戸川乱歩の推薦で『探偵実話』4月号に「魚臭」が掲載される。同年、同じく江戸川乱歩の推薦で『宝石』臨時増刊「文芸探偵小説号」に「疑問の指輪」が掲載され、関西探偵作家クラブに所属した。
1951年、上京して専業作家となる。1954年、『宝石』12月号に掲載された「雪崩」が第7回探偵作家クラブ賞の新人奨励賞を受賞。
1956年、講談社の「書下し長編探偵小説全集」の新人募集懸賞に「酒蔵に棲む狐」（1957年、『屍の記録』と改題のうえ春陽堂書店より刊行）を応募し、最終選考に残る（最終的に選ばれたのは鮎川哲也の「黒いトランク」。その他に最終候補になった中には梶龍雄や作家デビュー前の西村京太郎などもいた）。
こうした本格推理作家としての活躍の一方で鷲尾はハードボイルドふうの作品も書いた。1953年、ミッキー・スピレインの『大いなる殺人』『裁くのは俺だ』が刊行されて一大センセーションを巻き起こすと、翌年には「俺が法律だ」（『探偵倶楽部』1954年4月号。1957年『俺が相手だ』と改題の上、東方社より刊行）という題名からしてミッキー・スピレインを彷彿とさせる作品を発表。以後、「泣虫小僧」（『探偵実話』1955年8月 - 1956年3月連載。1957年、『影を持つ男』と改題の上、東方社より刊行）、「地獄の神々」（『内外タイムス』1956年3月 - 同年5月連載。1957年、同題で東方社より刊行）など同傾向の作品を次々と発表。「地獄の神々」は鈴木清順監督により『裸女と拳銃』として映画化もされた。中島河太郎は鷲尾のこうした創作スタイルについて「現代の世相と取り組んで、社会悪を追求しながら、情操の豊かな肉付けを怠らず、柔軟な筆致で特異の地位を占めるようになった」と積極的な評価をしている。2021年には鷲尾のハードボイルドばかりを集めた傑作選も刊行されている（「著書」参照）。
1963年、木々高太郎を中心とし、白石潔、椿八郎、氷川瓏らとともに同人誌『詩と小説と評論』を創刊。江戸川乱歩、島田一男、香山滋、渡辺剣次、楠田匡介、中島河太郎、千代有三、荻原光雄、岡田鯱彦とともに「十人会」という同人会を結成していたこともある。
1965年、師である江戸川乱歩の死去により絶筆を決意、関西に戻る。
1983年、久々の書下し長篇『過去からの狙撃者』を刊行したが、その後、新作の発表はなく、1989年12月2日に他界。享年81歳。

## 著書
- 『地獄の神々』（東方社） 1957、のち改題『裸女と拳銃』（同光社出版） 1959、のち春陽文庫
- 『屍の記録』（春陽堂書店、長篇探偵小説全集） 1957
- 『俺が相手だ』（東方社） 1957
- 『影を持つ男』（東方社） 1957、のち改題『闇から来た男』（同光社出版） 1959
- 『文珠の罠』（春陽堂書店、春陽文庫） 1957
- 『地獄の罠』（光風社） 1958
- 『地獄の旅券』（光風社） 1958
- 『鉄路の恐怖』（同光社出版） 1958
- 『悪魔の函』（第一文芸社） 1958
- 『青の恐怖』（同光社出版） 1959
- 『呪縛の沼』（松沢書店） 1959
- 『結婚式殺人』（同光社出版） 1959
- 『恐怖の扉』（同光社出版） 1959
- 『特別捜査本部』（同光社出版） 1959
- 『仮面の死神』（同光社出版） 1959
- 『葬られた女』（光風社） 1959
- 『三重殺人事件』（小説刊行社） 1960
- 『黒の烙印』（交風社） 1960
- 『悪魔が見ていた』（小説刊行社） 1960
- 『刑事捜査』（章書房） 1960
- 『屍の記録』（章書房） 1960、のち春陽堂書店 1962、戎光祥出版(同版では「呪縛の沼」を併録) 2016
- 『その鉄柵の中で』（青樹社） 1962
- 『虹の視角』（青樹社、青樹ミステリー） 1963
- 『黒い恐怖』（青樹社、青樹ミステリー） 1963
- 『屍臭の家 長篇推理小説』（青樹社、青樹ミステリー） 1963
- 『歪んだ年輪』（青樹社） 1964
- 『過去からの狙撃者』（光文社、カッパ・ノベルス） 1983
- 『鷲尾三郎名作選 文殊の罠』（河出文庫、本格ミステリコレクション） 2002
- 『妖魔の横笛 鷲尾三郎少年少女怪奇探偵小説集』（我刊我書房、盛林堂ミステリアス文庫） 2014
- 『鷲尾三郎傑作撰 壱 Q夫人と猫』（我刊我書房） 2021
- 『鷲尾三郎傑作撰 貳 葬られた女』（我刊我書房） 2021
- 『鷲尾三郎傑作撰 参 影を持つ女』（我刊我書房） 2021

## 映画化作品
- 『裸女と拳銃』（日活、鈴木清順監督） 1957 - 原作「地獄の神々」
- 『地獄の罠』（日活、野口博志監督） 1958 - 原作「地獄の罠」
- 『暗黒の旅券』（日活、鈴木清順監督） 1959 - 原作「地獄の旅券」